# Jacques Presburg

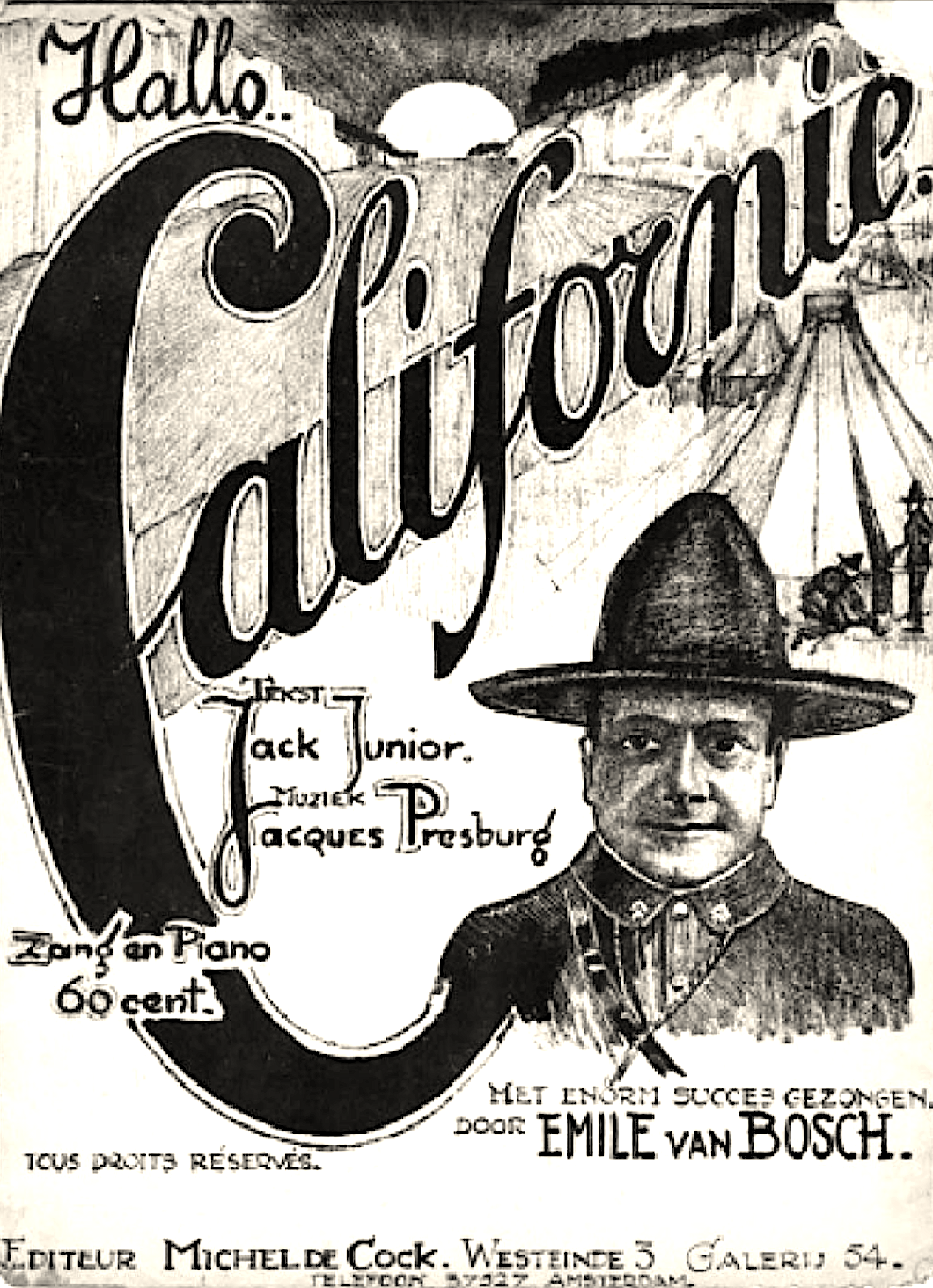
Póster de la producción original de Hallo, Californië.

Jacques Presburg (nacido como Isaäc Jacob Presburg; 26 de diciembre de 1881 - 5 de febrero de 1943) fue un compositor de música teatral, pianista, violinista y director de orquesta neerlandés. Tras formarse como músico en su Ámsterdam natal, trabajó como músico de cámara y acompañante en Inglaterra. En 1917 se trasladó a Estados Unidos y se estableció en la ciudad de Nueva York, donde trabajó como profesor musical y músico en la orquesta del Rialto Theatre. Coescribió y realizó orquestación con Charles Jules la música del musical Oh, What A Girl!, que se representó en Broadway en 1919.
En 1924, Presburg estaba trabajando de nuevo en Inglaterra como pianista en el Pleasure Gardens Theatre. Regresó a su país natal, donde tuvo éxito con la opereta de temática wéstern Hallo, Californië (Hola, California), que se estrenó en 1926 y se representó hasta bien entrado 1928 en Ámsterdam antes de realizar una gira por los Países Bajos. Se trasladó a Berlín, Alemania, donde trabajó bajo el nombre de Jack Presburg como líder de una orquesta de jazz. También realizó grabaciones en Alemania con el sello discográfico Ultraphon utilizando tanto este nombre como el seudónimo Jack Burg. Con el ascenso de la Alemania nazi, se vio obligado a marcharse en 1938, debido a su ascendencia judía, y regresó a los Países Bajos. Tras la invasión alemana de los Países Bajos en 1940, durante la Segunda Guerra Mundial, fue llevado al campo de concentración de Auschwitz, donde fue asesinado en 1943.

## Primeros años de vida y carrera
Jacques «Jack» Presburg nació en una familia judía en Ámsterdam, Países Bajos, el 26 de diciembre de 1881. Era hijo de Jakob Presburg y su esposa Klara van Praag. Se formó como músico en su ciudad natal.
En 1906, Presburg se mudó al Reino Unido, donde, al año siguiente, dio conciertos como pianista y violista en Westgate Road Assembly Rooms en Newcastle upon Tyne, bajo los auspicios de la Classical Concert Society. En 1907 fue miembro del clásico Cuarteto Fransella, en el que tocó el violín y el piano en conciertos de música de cámara en el Reino Unido. En junio de 1908, Presburg sirvió como acompañante de la violinista neozelandesa Vera French en su segundo recital en el Aeolian Hall de Londres. Ese octubre, fue el acompañante de la soprano Nellie Melba en un concierto que dio en el Victoria Hall de Sunderland. Al mes siguiente, acompañó a la violinista holandesa Haidee Voorzanger en su recital en el St James's Hall, organizado por el diplomático Herman van Roijen. En junio y julio de 1909 se reunió con Albert Fransella como su acompañante para los recitales de flauta que se daban en el Queen's Hall. Un artículo periodístico de 1920 afirma que trabajó en la Royal Opera House durante sus años en Inglaterra, pero no proporciona más detalles.
En 1910, Presburg viajó a los Estados Unidos en el RMS Majestic y llegó a Ellis Island el 6 de octubre de 1910. Su estancia fue relativamente corta, ya que regresó a Inglaterra en abril del año siguiente, trabajando en Staffordshire como músico en el Grand Theatre, Hanley. En 1912 se casó con Emily Marks en Kingston upon Hull.

## Trabajo en Estados Unidos

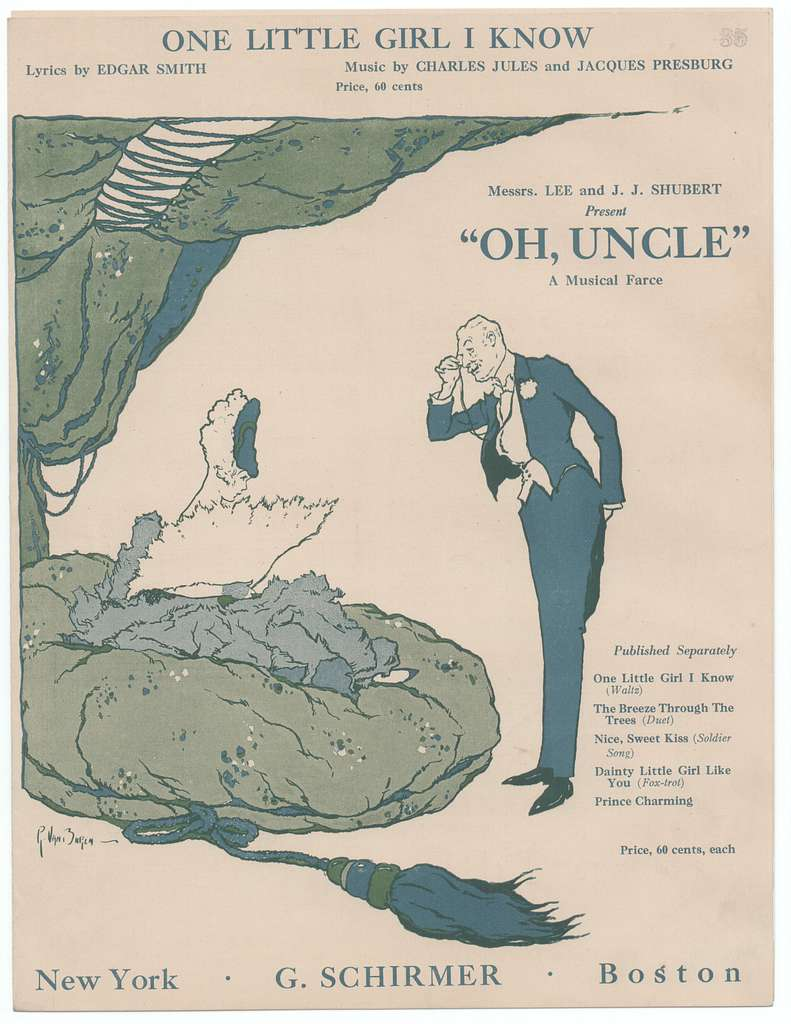
Portada de la partitura de 1919 de la canción de Presburg, Charles Jules y Edgar Smith «One Little Girl I Know» de Oh, Uncle (más tarde retitulada Oh, What A Girl!).

Con su esposa, Presburg regresó a los Estados Unidos a través del SS Philadelphia en enero de 1917. Se estableció en la ciudad de Nueva York, donde trabajó como profesor de música. En 1920 se unió al personal de una escuela de música para cantantes de ópera en Nueva York fundada por Mario Salvini, donde trabajó como entrenador vocal.
En colaboración con el compositor suizo Charles Jules, Presburg coescribió la música del musical Oh, What A Girl!, que se representó en Broadway en 1919. Presburg también fue el encargado de la orquestación de este musical. El musical trata sobre un hombre que compite con su tío por el afecto romántico de una cantante de cabaret. Después de dos pruebas, acosadas por una ola de calor de verano y una huelga de la Actors' Equity Association, la temporada en Broadway duró solo 68 funciones, a pesar de las críticas principalmente positivas. Toronto Star Weekly elogió la «pegadiza banda sonora» de la obra, y The Philadelphia Inquirer afirmó que era «bastante melodiosa, ligera y lo suficientemente entretenida como para hacer que uno casi olvide el calor». Sin embargo, el espectáculo no logró producir una «canción de éxito», lo que también puede haber afectado las ventas de entradas. Después del cierre de la temporada en Nueva York, el musical realizó una gira por Estados Unidos y Canadá hasta 1920.
Presburg era miembro de la orquesta del Rialto Theatre cuando esta inició conflictos laborales en 1921, lo que provocó un éxodo masivo de músicos. Fue nombrado presidente del cuerpo de 50 músicos que habían abandonado el teatro. En septiembre y octubre de 1921, Presburg dirigió a este grupo en las funciones de la Ópera de Manhattan y la Academia de Música de Brooklyn, donde acompañaron la película muda Los tres mosqueteros (1916). Inicialmente, este grupo tocó bajo el nombre de Orquesta Original Rialto, pero un tribunal les prohibió usar el nombre tras una demanda interpuesta por los propietarios del Teatro Rialto. En noviembre de 1921, Presburg dirigió una orquesta que acompañó la película muda Theodora en las funciones del Teatro Pitt de Pittsburgh.

## Últimos años y muerte en Auschwitz
En agosto de 1924, Presburg regresó a Inglaterra y trabajó como pianista en el Pleasure Gardens Theatre. Regresó a su país natal, donde su opereta Hallo, Californië se estrenó con éxito en la Amsterdamsche Operette Gezelschap en el Floratheater de Ámsterdam en octubre de 1926, con el productor Léon Boedels como patrocinador del espectáculo. El libretista de esa obra fue Jaap à Cohen Treves, quien escribió bajo el seudónimo de Jack Junior. Se representó en Ámsterdam hasta bien entrado 1928, clausurando tras más de 160 representaciones. Posteriormente, realizó una gira por los Países Bajos. Según los historiadores holandeses Elisabeth Koning y Wilfred Takken, Hallo, Californië fue «una de las operetas holandesas más populares del siglo XX» e incluyó muchos de los tropos del wéstern estadounidense, como vaqueros e indios, una danza siux, tiroteos con pistolas y la explosión de dinamita. Un personaje negro, Sam Black (interpretado en blackface en la producción original), escapa por poco de un linchamiento perpetrado por el villano de la obra, un miembro del Ku Klux Klan. Se reestrenó en 1938 en el Arena Theater de Róterdam.
Tras el éxito de Hallo, Californië, Presburg se trasladó a Berlín, Alemania, donde dirigió una popular orquesta de jazz. El editor musical berlinés Albert Stahl publicó el tango de Presburg «Ich kenn ein kleines Mädchen» en 1929. Realizó varias grabaciones con el sello discográfico Ultraphon, a veces bajo el seudónimo de Jack Burg. Permaneció en Berlín hasta 1938, cuando los nazis lo obligaron a abandonar Alemania debido a su ascendencia judía. Regresó a los Países Bajos y vivió allí hasta que, tras la invasión alemana de los Países Bajos en 1940, fue llevado a la fuerza al campo de concentración de Auschwitz. Allí fue asesinado por los nazis el 5 de febrero de 1943.